# آشنایی با ارزیابی کار و زمان
آشنایی با ارزیابی کار و زمان (به انگلیسی: Introduction to Work Study) کتابی دربارهٔ روش مطالعهٔ کار است که از سوی دفتر بین‌المللی کار منتشر شده‌است.

## ترجمهٔ فارسی
این کتاب با ترجمهٔ عباس کحال زاده در سال ۱۳۷۲ منتشر و در مراسم کتاب سال جمهوری اسلامی ایران به‌عنوان کتاب شایسته تقدیر معرفی شد.